# Gompitz (Ortschaft)
Gompitz ist eine Ortschaft von Dresden und liegt im Westen der sächsischen Landeshauptstadt. Gompitz setzt sich zusammen aus den Ortsteilen Gompitz, Ockerwitz, Pennrich, Roitzsch, Steinbach, Unkersdorf und Zöllmen. Gompitz gehört zum statistischen Stadtteil Gompitz/Altfranken. Der Sitz der Ortschaftsverwaltung befindet sich seit 1994 in Pennrich.

## Geographie
Gompitz liegt im Westen von Dresden. Es gehört landschaftlich zur Lösshochfläche des Meißner Hochlands, die unweit südlich zum Döhlener Becken und östlich zum Elbtalkessel hin abfällt. Wichtigste Gewässer sind der Zschonergrundbach, der abschnittsweise die nördliche Grenze der Ortschaft bildet, das obere Speicherbecken des Niederwarthaer Pumpspeicherwerks und dessen Zufluss, der Schreiberbach in Unkersdorf. Das Gebiet der Ortschaft Gompitz liegt in Höhen zwischen 165 und 305 m ü. NN. Gompitz hat Anteil am Landschaftsschutzgebiet Zschoner Grund.
Im Norden grenzt Gompitz an die ebenfalls zu Dresden gehörenden Ortschaften Oberwartha und Mobschatz, im Osten an den Stadtbezirk Cotta und im Südosten an die Ortschaft Altfranken. Südlich benachbart liegt der Freitaler Stadtteil Wurgwitz, westlich der Ortschaft Gompitz befinden sich die Wilsdruffer Ortsteile Kesselsdorf und Kaufbach. Im Nordwesten grenzt Klipphausen mit seinem Ortsteil Hühndorf an.

## Politik
| Ortschaftsratswahl Gompitz 2024Wahlbeteiligung: 79,9 % 706050403020100 25,9 % (+1,5 %p)69,3 % (+1,2 %p)4,9 % (−2,5 %p) CDUFWLinke20192024 | Sitzverteilung im Ortschaftsrat Gompitz seit 2024Insgesamt 14 Sitze - Linke: 1 - FW: 9 - CDU: 4 |

## Geschichte
Bereits wenige Jahre nachdem die einzelnen heutigen Ortsteile eine jeweils eigenständige Landgemeinde gebildet hatten, gingen einige von ihnen lose Zweckverbindungen miteinander ein. So gründeten die benachbarten Ortsteile Gompitz und Pennrich 1859 einen Heimatbezirk, dem später auch noch Zöllmen beitrat. Dieser Vorläufer einer Verwaltungsgemeinschaft regelte für seine drei Mitglieder eine gemeinsame Armenfürsorge und einen gemeindeübergreifenden Schulverband, der bereits seit 1790 Bestand hatte und für den 1879 ein neues Schulhaus erbaut wurde. Ab 1911 hatten die drei Teile des Heimatsbezirks zudem zusammen eine einheitliche Pflichtfeuerwehr.
Die heutige Ortschaft Gompitz entstand seit der Frühzeit der DDR in verschiedenen Etappen durch den endgültigen Zusammenschluss dieser Gemeinden. Zunächst wurden im Jahre 1950 Pennrich und Zöllmen nach Gompitz eingemeindet, womit nun die drei Teile des vormaligen Heimatbezirks zusammengefasst in einer Gemeinde lagen. Im Jahre 1974 kam auch Unkersdorf hinzu, in das ebenfalls 1950 mit Roitzsch und Steinbach bereits zwei weitere Gemeinden eingegliedert worden waren. Schließlich nahm Gompitz zum 1. April 1993 auch noch das bis dahin selbstständige Ockerwitz auf. Ein Jahr später wurde der Sitz der Ortschaftsverwaltung in den zentraler als Gompitz gelegenen Ortsteil Pennrich verlegt. Am 1. Januar 1999 wurde die Gemeinde Gompitz dann nach Dresden eingemeindet und heißt seitdem Ortschaft Gompitz.

## Einwohnerentwicklung
| Jahr   | Einwohner                |
| ------ | ------------------------ |
| 1946   | siehe Gompitz (Ortsteil) |
| 1950 ¹ | 1038                     |
| 1964 ¹ | 945                      |
| 1990 ² | 1044                     |
| 1991 ² | 1032                     |
| 1992 ² | 1072                     |
| 1993 ³ | 1348                     |
| 1994 ³ | 1629                     |
| 1995 ³ | 1711                     |
| 1996 ³ | 2223                     |
| 1998 ³ | 2609                     |
| 2000 ³ | 2788                     |
| 2001 ³ | 2939                     |
| 2002 ³ | 2976                     |
| 2003 ³ | 3047                     |
| 2004 ³ | 2078                     |
| 2005 ³ | 3064                     |

¹ mit Pennrich und Zöllmen

² mit Pennrich, Zöllmen, Roitzsch, Steinbach und Unkersdorf

³ mit Pennrich, Zöllmen, Roitzsch, Steinbach, Unkersdorf und Ockerwitz
| Jahr | Einwohner |
| ---- | --------- |
| 2000 | -         |
| 2001 | -         |
| 2002 | -         |
| 2003 | -         |
| 2004 | -         |
| 2005 | -         |
| 2006 | 3.053     |
| 2007 | 3.042     |
| 2008 | 3.018     |
| 2009 | 3.012     |

| Jahr | Einwohner |
| ---- | --------- |
| 2010 | 2.968     |
| 2011 | 2.990     |
| 2012 | 3.042     |
| 2013 | 3.147     |
| 2014 | 3.213     |
| 2015 | 3.230     |
| 2016 | 3.248     |
| 2017 | 3.272     |